# Najdi menja, Lёnja!
Najdi menja, Lёnja! (Найди меня, Лёня!) è un film del 1971 diretto da Nikolaj Ivanovič Lebedev.